# Liste des comtes de Guînes
Pour un article plus général, voir Comté de Guînes.
Guînes ou Ghisnes ou Guynes ou Guysnes (en latin médiéval Ghisnae), ville du Nord-Pas-de-Calais à deux lieues de la mer. Comté qui comprenait Ardres, Hardewic, Brédenarde, Tornehen et le port de Witsan, douze baronnies et autant de pairies.

## Première famille de Guînes

### La légende des origines scandinaves
D'après les travaux de Jean-François Nieus sur les comtes de Saint-Pol (2005), la première mention sûre d'un comte de Guînes concerne  Baudouin Ier, en 1065, ou un comte Manassès cité en 1056. Les comtes plus anciens, tels le chef viking Siegfried, donnés par Lambert d'Ardres (vers 1200), « narrateur fantasque qui se trompe, déforme, invente au besoin », n'ont pas d'existence avérée.

### Comtes de Guînes plus ou moins légendaires
- 965: Siegfried Ier de Guines dit le Danois (° v. 940 † apr. 965), 1er comte de Guines. Épouse en 964, Elstrude de Gand, fille de Arnoul Ier de Flandre, et de Alix ou Adèle de Vermandois. Devient comte de Guînes, vassal du comte de Flandre.
- 966-996: Ardolf Ier de Guînes dit le Posthume (Ardolfus), fils du précédent. Épouse Mathilde ou Mahaut de Boulogne (° 965-966 - † apr. 996) 
  - Rodolphe Ier de Guînes (° v. 992 † 30 mai 1036).
  - Manassès (° v. 995 - † v. 1035)
- 997-1036 : Raoul Ier ou Rodolphe Ier de Guînes, épouse Rosella de Saint-Pol (° v. 995 † 30 mai 1036)
  - Louise de Guines (° v. 1010), épouse Angot de Crespin (baron du Bec)
  - Eustache Ier de Guînes (° v. 1016 † 1052-1065)
  - Robert Blundus de Guines (Robert Blount), amiral de l’armée de Guillaume le Conquérant, seigneur d'Ixworth (Angleterre), tige de la maison Blount, dans le Suffolk[2].
  - Guillaume Blundus de Guines (William Blount), seigneur de Saxlingham (Angleterre), aussi compagnon de Guillaume le Conquérant[2].

- 1036-1052/1065 : Eustache Ier, épouse Suzanne de Ghermines (ou de Gramines) (° v. 1015), fille de Sigers de Ghermines
  - Baudouin Ier de Guînes (° v. 1038 † apr. 1091)
  - Guillaume de Guînes, sur la destinée duquel la Chronique de Lambert d'Ardres ne s'explique pas. Ce n'est qu'en 1668 que Pierre Christyn, dans sa Jurisprudence héroïque, mentionne un ancien document daté du 24 mai 1071 (don de la dîme de Bournonville) qui aurait été recouvré de l'ancien chapitre de Thérouanne, suggérant que ce Guillaume de Guînes serait le même individu qu'un certain Guillaume dit le brun, chevalier, seigneur de Bournonville, marié avec Aleydis d'Hesdin[3] (couple auquel se rattachent les généalogies ultérieures de la famille de Bournonville[4]). Néanmoins, Daniel Haigneré conteste l'authenticité de cet acte de 1071 et réfute cette filiation[3], au motif que dans les vieux cartulaires de Thérouanne, retrouvés à la fin du XIXe siècle, la charte en question n'y figure pas, et qu'il n'y est jamais fait mention de la dîme de Bournonville dans l'énumération des propriétés du chapitre. Il conclut : « C'est plus qu'il n'en faut pour suspecter l'authenticité du titre produit par le généalogiste belge »[3]. Le principal spécialiste de la famille de Bournonville, Bertrand Schnerb, considère également que cette tentative de rattachement des Bournonville aux comtes de Guînes est « plus que douteuse »[5]
  - Ramelin de Guînes
  - Adèle
  - Béatrix

### Comtes de Guînes dont l'existence est attestée
- 1052/1065-1091 : Baudouin Ier, épouse Adèle Chrétienne de Hollande (° v. 1045 † 1085), fille de Florent Ier de Hollande
  - Gisèle de Guînes (° v. 1075), épouse vers 1101 Wenemar de Gand (° v. 1070 † 1120) 3e burgrave de Gand, puis 1er châtelain de Gand, seigneur de Bornhem.
    - Siger Ier de Gand (° apr. 1101 † 1122 Châtelain de Gand.
    - Arnould Ier de Guînes (° apr. 1101 † 1169 en Angleterre)

  - Adèle de Guînes ou Alix (° v. 1080 † v. 1142), femme de Geoffroi IV[6], seigneur de Semur en Brionnais
  - Manassès Ier de Guînes dit Robert (° v. 1075 † 18 décembre 1137)
  - Foulques, partit en Terre sainte, devient Comte de Beyrouth
  - Guy, comte de Forez (?)[7]
  - Hugues, archidiacre

- 1091-1137 : Manassès Ier de Guînes dit Robert, épouse Emma de Tancarville (° v. 1080 † apr. 1140)
  - Sibylle de Guînes (° v. 1110 † v. 1137)
  - Ardécis de Guînes (° v. 1120) (fille naturelle)

- 1137 : Henri de Bourbourg (° v. 1115 † 1168), épouse Sibylle de Guînes
  - Béatrix de Bourbourg (° v. 1133 † av. 1142 à Ardres)

- 1137-1142 : Albert de Guines ou « Albéric » comte de Guînes jusqu'à sa séparation de Béatrix de Bourbourg.

## Seconde famille de Guînes (issue des châtelains de Gand)
- 1137-1169 : Arnould Ier (fils de Wenemar de Gand et de Gisèle de Guînes), épouse Mahaut de Saint-Omer (° v. 1115) 
  - Béatrix de Guînes (° v. 1140)
  - Baudouin II de Guînes (° v. 1135 † 2 janvier 1205)

- 1169-1205 : Baudouin II, épouse Christine de Marck (° v. 1140 † 2 juillet 1177)
  - Adeline de Guînes (° v. 1160)
  - Mabilia de Guînes (° v. 1165)
  - Arnould II de Guînes (° v. 1170 † 1220)

- 1205-1220 : Arnould II de Guînes, châtelain de Bourbourg à Ardres, seigneur d'Ardres (Seigneurs d'Ardres), seigneur de Tourcoing (1194-1220), épouse Béatrice de Bourbourg (° v. 1175 † 1214
  - Béatrix de Guînes (° apr. 1220)
  - Baudouin III de Guînes (° v. 1200 † 1244), Seigneur de Bourbourg, épouse Mahaut de Fiennes (° v. 1205)
  - Robert Ier de Guînes (° v. 1202 † 1270), Seigneur de Hames par sa femme, de Vrelengheghem, de Bonnières-lès-Guînes, de Sangatte, de Fontaines en partie, Bavelinghem en partie, les francs-alleux d'Ardres, épouse Maroite dame de Hames, père du fondateur de la maison Bonnières-lez-Guînes, Jean Ier
  - Mahaut de Guînes (° v. 1225)  dite aussi Marie(filiation incertaine), épouse d'Hugues Ier de Châtillon (XIIe siècle - 1248), comte de Saint-Pol

- 1220-1244 : Baudouin III, châtelain de Bourbourg, seigneur d'Ardres, seigneur de Tourcoing (1220-1244), épouse Mahaut de Fiennes (° v. 1205)
  - Arnould III de Guînes dit « le Vieux » ou « le Grand » (° v. 1225 † v. 1283)
  - Baudouin de Guînes (° v. 1240)

- 1244-1283 : Arnould III de Guînes, châtelain de Bourbourg, seigneur d'Ardres, seigneur de Tourcoing (1244-1293) et d'Alost, épouse Alix de Coucy (° v. 1225), fille d'Enguerrand III de Coucy.

En 1284, vend le comté au roi Philippe le Bel
- - Baudouin IV († 1295), prétendant au comté de Guînes;
  - Enguerrand V de Coucy (° v. 1255 † apr. 1321), seigneur de Coucy, Montmirail et Oisy, élevé à la cour du roi d'Écosse Alexandre III ;
  - Alix de Guînes, dame de Tourcoing (1293-1294) revendit le titre.

- 1283-1293 : Baudouin IV, épouse Jeanne de Montmorency
  - Jeanne de Guînes

## Maison de Brienne
- 1293-1331 : Jean III de Brienne († 1302), comte d'Eu, épouse Jeanne de Guînes, petite-fille d'Arnould III et prend alors le titre de comte d'Eu et de Guînes (par jugement de 1295, cassa la vente effectuée par Arnould III de Guînes au roi Philippe le Bel
  - Raoul Ier de Brienne
  - Marguerite de Brienne, épouse Gui II de la Trémoille, vicomte de Thouars

- 1331-1345 : Raoul Ier de Brienne ou Raoul II de Guînes († 1344), comte d'Eu et de Guînes connétable de France, épouse Jeanne de Mello
  - Raoul II de Brienne
  - Jeanne de Brienne, épouse de Gaucher de Brienne, duc d'Athènes et connétable de France, puis Louis d'Evreux, comte d'Étampes
  - Marie de Brienne

- 1345-1350 : Raoul II de Brienne, ou Raoul III de Guînes († 19 novembre 1350) 15e et dernier comte de Guînes, connétable de France, fils du précédent, épouse Catherine de Savoie, fille de Louis II de Savoie.

Il se fit confisquer ses terres par le roi de France, Jean II le Bon.

## Famille de La Trémoille
- 1398-1446 : Georges de La Trémoille († 6 mai 1446), comte de Guînes. épouse Jeanne d'Auvergne.
  - Louis Ier de la Trémoille († 1483), épouse Marguerite, vicomtesse de Thouars. Il fut comte de Guînes.
  - Georges de La Trémoille, 1446 à 1481.
  - Louise de la Trémoille († 10 avril 1474)épouse Bertrand VI de la Tour d'Auvergne

- 1483-1525 : Louis II de la Trémoille, († 24 février 1525). Fils de Louis Ier, épouse Gabrielle de Bourbon.
  - Charles de la Trémoille († 13 septembre 1515 à Marignan) épouse Louise de Coëtivy.

- 1525-1541 : François de La Trémoille, († 7 janvier 1541). Fils de Charles, épouse Anne de Montfort-Laval.
  - Louis III de la Trémoille, comte de Guînes.
  - François de la Trémoille, comte de Benon et baron de Montagu († 1555).
  - Charles baron de Mauléon et baron de Marans, abbé de Saint-Laon.
  - Georges baron de Royan et baron d'Olonne et seigneur de Saujon et seigneur de Kergolay († 1584).
  - Claude baron de Noirmoutiers et seigneur de Mornac et seigneur de Châteauneuf-sur-Sarthe et seigneur de Saint-Germain et seigneur de Buron et seigneur de La Roche-Diré († 1566).

- 1541-1577 : Louis III de la Trémoille, († 25 mars 1577), épouse Jeanne de Montmorency.
- 1577-1604 : Claude de La Trémoille (1566- 25 octobre 1604), fils du précédent;
- 1604-1674 : Henri III de La Trémoille (22 décembre 1598-21 janvier 1674), fils du précédent.

## Duc de Guînes
- Charles Eugène Jean Dominique de Bonnières de Guînes, comte de Souastre, et de Pas-en-Artois, fils de Charles Ignace de Bonnières et de Jeanne Marie Thérèse de Créquy, (famille de Créquy), est le premier membre de la famille de Bonnières à ajouter « de Guînes », à son nom. Les de Bonnières sont considérés comme descendants des comtes de Guînes par Wenemar Ier, châtelain de Gand, époux de Gilette ou Gisle de Guînes, fille de Baudouin Ier de Guînes,sœur de Manassès Ier de Guînes et mère d'Arnould Ier de Guînes, ancêtre du futur duc de Guînes[8]. Par lettres du 28 mars 1690, Charles Dominique Eugène de Bonnières de Guînes, comte de Souastre, mestre de camp d'un régiment de cavalerie pour le service du roi, est autorisé à acheter au nommé Gouart, la haute justice (justice seigneuriale) de la terre de La Neuville en Hainaut[9]. Le 5 septembre 1719, le Conseil d'État rend un arrêt sur la requête de Charles Eugène Jean Dominique de Guînes, comte de Souastre, se plaignant que l'élection d'Artois l'avait poursuivi ainsi que le curé de La Madeleine d'Arras parce qu'il avait pris la qualité de haut et puissant seigneur, qualité que ses auteurs avait toujours prise… Le Conseil d'État renvoie la requête dudit Guînes de Bonnière aux États de la province, tenus de répondre dans les trois mois[10].

- 1776-1806 : Adrien Louis de Bonnières de Guines (1735-1806), fils de Guy Louis de Bonnières, comte de Guines, comte de Souastre, lieutenant du Roi de la province d'Artois, député de la noblesse aux États d'Artois, et de Adrienne Isabelle Louise de Melun, comte de Souastre (dit « le comte de Guines »), est fait duc de Guînes par brevet de 1776[11].

Sa fille Marie Louise Philippine († 1796), épouse, en 1778, Charles de La Croix de Castries. Lorsque ce dernier est fait duc de Castries (duc à brevet) en 1784, il obtient du Roi la promesse de réversion du duché de Guines, promesse qui ne pourra se réaliser, Adrien-Louis de Bonnières étant mort sous l'Empire.